# مسابقات تیراندازی قهرمانی جهان
مسابقات تیراندازی قهرمانی جهان توسط فدراسیون بین‌المللی ورزش تیراندازی اداره می‌شود. مسابقات جهانی تیراندازی در سال ۱۸۹۷ و پس از برگزاری موفقیت‌آمیز بازی‌های المپیک تابستانی ۱۸۹۶ آغاز شد، و اگرچه ISSF تا سال ۱۹۰۷ تأسیس نشد، این مسابقات اولیه هنوز توسط سازمان به عنوان آغاز یک ردیف قهرمانی مداوم در نظر گرفته می‌شود. با این منطق، مسابقات سال ۲۰۰۶ در زاگرب، چهل و نهمین دوره مسابقات تیراندازی قهرمانی جهان نام گرفت. این مسابقات قهرمانی، شامل تمام رویدادهای تیراندازی ISSF، از سال ۱۹۵۴ هر چهار سال یکبار برگزار می‌شود. فقط برای رویدادهای تفنگ ساچمه ای، یک مسابقه قهرمانی جهانی اضافی در سال‌های فرد وجود دارد. این مسابقات اضافی شماره گذاری نمی‌شوند. در دویدن هدف، مسابقات جهانی در سال‌های المپیک وجود خواهد داشت.

## مسابقات تیراندازی قهرمانی جهان
مسابقات جهانی هر ساله از سال ۱۸۹۷ تا ۱۹۳۱ به استثنای سال‌های ۱۹۱۵–۱۹۲۰ (وقفه در جنگ جهانی اول) و ۱۹۲۶ برگزار می‌شد. از سال ۱۹۳۳ تا ۱۹۴۹، آنها به صورت دوسالانه برگزار می‌شدند، اگرچه مسابقات ۱۹۴۱–۱۹۴۵ لغو شد (دوباره به دلیل جنگ جهانی). برنامه فعلی، با مسابقات بزرگ جهانی تنها هر چهار سال یکبار، در سال ۱۹۵۴ تطبیق داده شد.
در اصل، تفنگ ۳۰۰ متر (در موقعیت‌های مختلف) تنها رشته در این برنامه بود، علی‌رغم بسیاری از رویدادهای دیگر که در المپیک گنجانده شده بود. در سال ۱۹۰۰ تپانچه ۵۰ متر اضافه شد. این برنامه تا سال ۱۹۲۹ مورد استفاده قرار گرفت و تنها تغییر آن اضافه شدن تفنگ ۳۰۰ متری ارتش با استفاده اجباری از سلاح ارتش کشور میزبان در سال ۱۹۱۱ بود. مسابقات قهرمانی ۱۹۲۹ در استکهلم شاهد اضافه شدن بیشتر رویدادهای باقی مانده از برنامه المپیک بود: گوزن دوی ۱۰۰ متر، تفنگ درازکش ۵۰ متر و تراپ. تپانچه آتش سریع ۲۵ متر باید تا سال ۱۹۳۳ منتظر بماند.
بلافاصله پس از جنگ جهانی دوم، تفنگ استاندارد ۳۰۰ متر (با قوانین سختگیرانه تر از تفنگ ۳۰۰ متری اما تفنگ ارتشی کمتر از ۳۰۰ متر) به همراه تپانچه ۲۵ متری مرکز آتش و اسکیت اضافه شد. همچنین به‌طور خلاصه یک مسابقه تفنگ ترکیبی ۵۰ و ۱۰۰ متر برگزار شد. مسابقات ویژه زنان از سال ۱۹۵۸ به آرامی اضافه شد، اگرچه زنان قبلاً و گاه با موفقیت اجازه داشتند در کنار مردان رقابت کنند. آخرین مسابقه تفنگ ارتش باقیمانده و گوزن دوی ۱۰۰ متر در سال ۱۹۶۶ رها شد، دومی به نفع هدف دویدن ۵۰ متر. تفنگ استاندارد ۵۰ متری هم برای مردان و هم برای زنان اضافه شد، اما به دلیل شباهت به تفنگ ۵۰ متری برای مردان خیلی زود کنار گذاشته شد. مسابقات قهرمانی جهانی ۱۹۷۰ در فونیکس، مسابقات تفنگ بادی، تپانچه استاندارد ۲۵ متر و مسابقه اهداف متحرک میکس را اضافه کرد. اهداف متحرک ۱۰ متر در سال ۱۹۸۱ اضافه شد.
برای مسابقات ۱۹۹۴ در میلان، تعدادی تغییرات عمیق ایجاد شد. ابتدا مسابقات نوجوانان اضافه شد (مانند مسابقات قهرمانی بزرگسالان، این مسابقات فقط هر چهار سال یکبار برگزار می‌شود). آنها قبلاً در مسابقات قهرمانی اهداف پروازی و بادی ویژه آزمایش شده بودند. ثانیاً، در مسابقات تفنگ ۳۰۰ متر و ۵۰ متر دیگر مدالی در پوزیشن‌های تکی اعطا نمی‌شد (به جز دمرو که مسابقه خاص خود را دارد). سوم، تراپ دوتایی پنج سال قبل در مونتکاتنه ترمیه معرفی شده بود و اکنون راه خود را به مسابقات قهرمانی بزرگ باز کرده‌است. برنامه ۱۹۹۴ تنها با اضافه شدن‌های جزئی هنوز در حال استفاده است.

### قبل از جنگ جهانی اول (۱۸۹۷ تا ۱۹۱۴) و دوره بین جنگ (۱۹۲۱ تا ۱۹۳۹)
| Number | Year | Venue            | Individual events | Individual events | Individual events | Individual events | Individual events | Team events | Team events | Team events | Team events | Team events | Total | Medal count winner  |
| Number | Year | Venue            | Rifle             | Pistol            |                   |                   | Total             | Rifle       | Pistol      |             |             | Total       | Total | Medal count winner  |
| ------ | ---- | ---------------- | ----------------- | ----------------- | ----------------- | ----------------- | ----------------- | ----------- | ----------- | ----------- | ----------- | ----------- | ----- | ------------------- |
| ۱      | ۱۸۹۷ | لیون             | ۴                 |                   |                   |                   | ۴                 | ۱           |             |             |             | ۱           | ۵     | سوئیس               |
| ۲      | ۱۸۹۸ | تورین            | ۴                 |                   |                   |                   | ۴                 | ۱           |             |             |             | ۱           | ۵     | فرانسه              |
| ۳      | ۱۸۹۹ | Loosduinen       | ۴                 |                   |                   |                   | ۴                 | ۱           |             |             |             | ۱           | ۵     | سوئیس               |
| ۴      | ۱۹۰۰ | Paris            | ۴                 | ۱                 |                   |                   | ۵                 | ۱           | ۱           |             |             | ۲           | ۷     | سوئیس               |
| ۵      | ۱۹۰۱ | Lucerne          | ۴                 | ۱                 |                   |                   | ۵                 | ۱           | ۱           |             |             | ۲           | ۷     | سوئیس               |
| ۶      | ۱۹۰۲ | Rome             | ۴                 | ۱                 |                   |                   | ۵                 | ۱           | ۱           |             |             | ۲           | ۷     | سوئیس               |
| ۷      | ۱۹۰۳ | Buenos Aires     | ۴                 | ۱                 |                   |                   | ۵                 | ۱           | ۱           |             |             | ۲           | ۷     | سوئیس               |
| ۸      | ۱۹۰۴ | Lyon (2)         | ۴                 | ۱                 |                   |                   | ۵                 | ۱           | ۱           |             |             | ۲           | ۷     | سوئیس               |
| ۹      | ۱۹۰۵ | Brussels         | ۴                 | ۱                 |                   |                   | ۵                 | ۱           | ۱           |             |             | ۲           | ۷     | بلژیک               |
| ۱۰     | ۱۹۰۶ | Milan            | ۴                 | ۱                 |                   |                   | ۵                 | ۱           | ۱           |             |             | ۲           | ۷     | فرانسه              |
| ۱۱     | ۱۹۰۷ | Zürich           | ۴                 | ۱                 |                   |                   | ۵                 | ۱           | ۱           |             |             | ۲           | ۷     | سوئیس               |
| ۱۲     | ۱۹۰۸ | Vienna           | ۴                 | ۱                 |                   |                   | ۵                 | ۱           | ۱           |             |             | ۲           | ۷     | ایتالیا             |
| ۱۳     | ۱۹۰۹ | Hamburg          | ۴                 | ۱                 |                   |                   | ۵                 | ۱           | ۱           |             |             | ۲           | ۷     | سوئیس               |
| ۱۴     | ۱۹۱۰ | Loosduinen (2)   | ۴                 | ۱                 |                   |                   | ۵                 | ۱           | ۱           |             |             | ۲           | ۷     | سوئیس               |
| ۱۵     | ۱۹۱۱ | Rome (2)         | ۸                 | ۱                 |                   |                   | ۹                 | ۱           | ۱           |             |             | ۲           | ۱۱    | سوئیس               |
| ۱۶     | ۱۹۱۲ | Bayonne-Biarritz | ۸                 | ۱                 |                   |                   | ۹                 | ۱           | ۱           |             |             | ۲           | ۱۱    | سوئیس               |
| ۱۷     | ۱۹۱۳ | Camp Perry       | ۸                 | ۱                 |                   |                   | ۹                 | ۱           | ۱           |             |             | ۲           | ۱۱    | سوئیس               |
| ۱۸     | ۱۹۱۴ | Viborg           | ۸                 | ۱                 |                   |                   | ۹                 | ۱           | ۱           |             |             | ۲           | ۱۱    | فرانسه              |
| ۱۹     | ۱۹۲۱ | Lyon (3)         | ۸                 | ۱                 |                   |                   | ۹                 | ۱           | ۱           |             |             | ۲           | ۱۱    | ایالات متحده آمریکا |
| ۲۰     | ۱۹۲۲ | Milan (2)        | ۸                 | ۱                 |                   |                   | ۹                 | ۱           | ۱           |             |             | ۲           | ۱۱    | سوئیس               |
| ۲۱     | ۱۹۲۳ | Camp Perry (2)   | ۸                 | ۱                 |                   |                   | ۹                 | ۱           | ۱           |             |             | ۲           | ۱۱    | ایالات متحده آمریکا |
| ۲۲     | ۱۹۲۴ | Reims            | ۸                 | ۱                 |                   |                   | ۹                 | ۱           | ۱           |             |             | ۲           | ۱۱    | ایالات متحده آمریکا |
| ۲۳     | ۱۹۲۵ | St. Gallen       | ۸                 | ۱                 |                   |                   | ۹                 | ۱           | ۱           |             |             | ۲           | ۱۱    | سوئیس               |
| ۲۴     | ۱۹۲۷ | Rome (3)         | ۸                 | ۱                 |                   |                   | ۹                 | ۱           | ۱           |             |             | ۲           | ۱۱    | سوئیس               |
| ۲۵     | ۱۹۲۸ | Loosduinen (3)   | ۸                 | ۱                 |                   |                   | ۹                 | ۱           | ۱           |             |             | ۲           | ۱۱    | سوئیس               |
| ۲۶     | ۱۹۲۹ | Stockholm        | ۹                 | ۱                 | ۱                 | ۲                 | ۱۳                | ۳           | ۱           | ۱           | ۲           | ۷           | ۲۰    | سوئیس               |
| ۲۷     | ۱۹۳۰ | Antwerp          | ۱۱                | ۱                 |                   |                   | ۱۳                | ۴           | ۱           |             |             | ۵           | ۱۸    | ایالات متحده آمریکا |
| ۲۷     | ۱۹۳۰ | Rome (4)         |                   |                   | ۱                 |                   | ۱۳                |             |             |             |             | ۵           | ۱۸    | ایالات متحده آمریکا |
| ۲۸     | ۱۹۳۱ | Lwów             | ۱۲                | ۱                 | ۱                 | ۲                 | ۱۶                | ۴           | ۱           | ۱           | ۲           | ۸           | ۲۴    | سوئیس               |
| ۲۹     | ۱۹۳۳ | Granada          | ۱۱                | ۲                 |                   |                   | ۱۴                | ۴           | ۱           |             |             | ۶           | ۲۰    | سوئد                |
| ۲۹     | ۱۹۳۳ | Vienna (2)       |                   |                   | ۱                 |                   | ۱۴                |             |             | ۱           |             | ۶           | ۲۰    | سوئد                |
| ۳۰     | ۱۹۳۵ | Rome (5)         | ۱۱                | ۲                 |                   |                   | ۱۴                | ۵           | ۱           |             |             | ۷           | ۲۱    | فنلاند              |
| ۳۰     | ۱۹۳۵ | Brussels (2)     |                   |                   | ۱                 |                   | ۱۴                |             |             | ۱           |             | ۷           | ۲۱    | فنلاند              |
| ۳۱     | ۱۹۳۷ | Helsinki         | ۱۲                | ۲                 | ۱                 | ۲                 | ۱۷                | ۱۱          | ۲           | ۱           |             | ۱۴          | ۳۱    | فنلاند              |
| ۳۲     | ۱۹۳۹ | Lucerne (2)      | ۱۳                | ۲                 |                   |                   | ۱۶                | ۵           | ۲           |             |             | ۸           | ۲۴    | استونی              |
| ۳۲     | ۱۹۳۹ | Berlin           |                   |                   | ۱                 |                   | ۱۶                |             |             | ۱           |             | ۸           | ۲۴    | استونی              |

### بعد از جنگ جهانی دوم
| Number | Year | Venue                            | Men's events | Men's events | Men's events | Men's events | Men's events | Women's events | Women's events | Women's events | Women's events | Women's events | Junior events | Junior events | Junior events | Junior events | Junior events | Team events | Team events | Team events | Team events | Team events | Total | Medal count winner  |
| Number | Year | Venue                            | Ri           | Pi           | SG           | RT           | Σ            | Ri             | Pi             | SG             | RT             | Σ              | Ri            | Pi            | SG            | RT            | Σ             | Ri          | Pi          | SG          | RT          | Σ           | Total | Medal count winner  |
| ------ | ---- | -------------------------------- | ------------ | ------------ | ------------ | ------------ | ------------ | -------------- | -------------- | -------------- | -------------- | -------------- | ------------- | ------------- | ------------- | ------------- | ------------- | ----------- | ----------- | ----------- | ----------- | ----------- | ----- | ------------------- |
| ۳۳     | ۱۹۴۷ | استکهلم (2)                      | ۱۰           | ۳            | ۲            | ۲            | ۱۷           |                |                |                |                |                |               |               |               |               |               | ۷           | ۳           | ۱           |             | ۱۱          | ۲۸    | سوئد                |
| ۳۴     | ۱۹۴۹ | بوئنوس آیرس                      | ۱۱           | ۳            | ۱            | ۳            | ۱۸           |                |                |                |                |                |               |               |               |               |               | ۵           | ۳           | ۱           | ۱           | ۱۰          | ۲۸    | فنلاند              |
| ۳۵     | ۱۹۵۲ | اسلو                             | ۱۰           | ۳            | ۲            | ۲            | ۱۷           |                |                |                |                |                |               |               |               |               |               | ۷           | ۳           | ۱           | ۲           | ۱۳          | ۳۰    | ایالات متحده آمریکا |
| ۳۶     | ۱۹۵۴ | کاراکاس                          | ۱۰           | ۳            | ۲            | ۲            | ۱۷           |                |                |                |                |                |               |               |               |               |               | ۷           | ۳           | ۱           | ۲           | ۱۳          | ۳۰    | اتحاد جماهیر شوروی  |
| ۳۷     | ۱۹۵۸ | مسکو                             | ۱۱           | ۳            | ۲            | ۲            | ۱۸           | ۲              |                |                |                | ۲              | ۱             |               |               |               | ۱             | ۱۰          | ۳           | ۲           | ۲           | ۱۷          | ۳۸    | اتحاد جماهیر شوروی  |
| ۳۸     | ۱۹۶۲ | قاهره                            | ۱۰           | ۳            | ۲            | ۲            | ۱۷           | ۲              | ۲              | ۲              |                | ۶              |               |               |               |               |               | ۶           | ۳           | ۲           | ۲           | ۱۳          | ۳۶    | اتحاد جماهیر شوروی  |
| ۳۹     | ۱۹۶۶ | ویسبادن                          | ۱۰           | ۳            | ۲            | ۱            | ۱۶           | ۲              | ۱              | ۲              |                | ۵              |               |               |               |               |               | ۸           | ۳           | ۲           | ۱           | ۱۴          | ۳۵    | ایالات متحده آمریکا |
| ۴۰     | ۱۹۷۰ | فینیکس                           | ۱۲           | ۵            | ۲            | ۲            | ۲۱           | ۳              | ۳              | ۲              |                | ۸              |               |               |               |               |               | ۱۴          | ۸           | ۲           | ۲           | ۲۶          | ۵۵    | اتحاد جماهیر شوروی  |
| ۴۱     | ۱۹۷۴ | برن-تون                          | ۱۱           | ۵            | ۲            | ۲            | ۲۰           | ۳              | ۲              | ۲              |                | ۷              |               |               |               |               |               | ۱۴          | ۶           | ۲           | ۲           | ۲۴          | ۵۱    | اتحاد جماهیر شوروی  |
| ۴۲     | ۱۹۷۸ | سئول                             | ۱۰           | ۵            | ۲            | ۲            | ۱۹           | ۳              | ۲              | ۲              |                | ۷              |               |               |               |               |               | ۱۳          | ۷           | ۴           | ۲           | ۲۶          | ۵۲    | ایالات متحده آمریکا |
| ۴۳     | ۱۹۸۲ | کاراکاس (2)                      | ۱۰           | ۵            | ۲            | ۳            | ۲۰           | ۳              | ۲              | ۲              |                | ۷              |               |               |               |               |               | ۱۳          | ۷           | ۴           | ۳           | ۲۷          | ۵۴    | اتحاد جماهیر شوروی  |
| ۴۴     | ۱۹۸۶ | زول                              | ۵            | ۵            | ۲            | ۳            | ۲۱           | ۳              | ۲              | ۲              |                | ۷              |               |               |               |               |               | ۸           | ۷           | ۴           | ۳           | ۲۸          | ۵۶    | اتحاد جماهیر شوروی  |
| ۴۴     | ۱۹۸۶ | کوده                             | ۶            |              |              |              | ۲۱           |                |                |                |                | ۷              |               |               |               |               | ۶             |             |             |             |             | ۲۸          | ۵۶    | اتحاد جماهیر شوروی  |
| ۴۵     | ۱۹۹۰ | مسکو (2)                         | ۱۰           | ۵            | ۳            | ۳            | ۲۱           | ۳              | ۲              | ۳              |                | ۸              |               |               |               |               |               | ۱۳          | ۷           | ۶           | ۳           | ۲۹          | ۵۸    | اتحاد جماهیر شوروی  |
| ۴۶     | ۱۹۹۴ | Milan-تولمدزو-فانیانو اولونا (2) | ۶            | ۵            | ۳            | ۴            | ۱۸           | ۳              | ۲              | ۳              | ۱              | ۹              | ۶             | ۷             | ۳             | ۵             | ۲۱            | ۱۵          | ۱۴          | ۶           | ۸           | ۴۳          | ۹۱    | ایالات متحده آمریکا |
| ۴۷     | ۱۹۹۸ | بارسلون-ساراگوسا                 | ۶            | ۵            | ۳            | ۲            | ۱۶           | ۳              | ۲              | ۳              | ۱              | ۹              | ۶             | ۷             | ۳             | ۳             | ۱۹            | ۱۵          | ۱۴          | ۶           | ۶           | ۴۱          | ۸۵    | چین                 |
| ۴۸     | ۲۰۰۲ | لاهتی                            | ۶            | ۵            | ۳            | ۴            | ۱۸           | ۵              | ۲              | ۳              | ۲              | ۱۲             | ۶             | ۷             | ۶             | ۶             | ۲۵            | ۱۷          | ۱۴          | ۱۰          | ۱۲          | ۵۳          | ۱۰۸   | روسیه               |
| ۴۹     | ۲۰۰۶ | زاگرب                            | ۶            | ۵            | ۳            | ۴            | ۱۸           | ۵              | ۲              | ۳              | ۲              | ۱۲             | ۶             | ۷             | ۵             | ۶             | ۲۴            | ۱۷          | ۱۴          | ۸           | ۱۲          | ۵۱          | ۱۰۵   | چین                 |
| ۵۰     | ۲۰۱۰ | مونیخ                            | ۶            | ۵            | ۳            | ۴            | ۱۸           | ۵              | ۲              | ۳              | ۲              | ۱۲             | ۶             | ۷             | ۵             | ۶             | ۲۴            | ۱۷          | ۱۴          | ۱۰          | ۱۲          | ۵۳          | ۱۰۷   | چین                 |
| ۵۱     | ۲۰۱۴ | گرانادا                          | ۶            | ۵            | ۳            | ۴            | ۱۸           | ۵              | ۲              | ۲              | ۲              | ۱۱             | ۶             | ۷             | ۵             | ۶             | ۲۴            | ۱۷          | ۱۴          | ۱۰          | ۸           | ۴۹          | ۱۰۲   | چین                 |
| ۵۲     | ۲۰۱۸ | چانگ‌وون                          | ۶            | ۵            | ۳            | ۴            | ۱۸           | ۵              | ۲              | ۲              | ۲              | ۱۱             | ۶             | ۷             | ۴             | ۴             | ۲۱            | ۱۹          | ۱۶          | ۶           | ۱۱          | ۵۲          | ۱۰۲   | چین                 |
| ۵۳     | ۲۰۲۲ | قاهره                            |              |              |              |              |              |                |                |                |                |                |               |               |               |               |               |             |             |             |             |             |       |                     |
| ۵۴     | ۲۰۲۳ | باکو                             |              |              |              |              |              |                |                |                |                |                |               |               |               |               |               |             |             |             |             |             |       |                     |

## مسابقات قهرمانی ویژه تراپ و اهداف متحرک
مسابقات قهرمانی ویژه اهداف پروازی برای اولین بار در سال ۱۹۳۴ برگزار شد و از سال ۱۹۵۹ به صورت دوسالانه برگزار می‌شود به طوری که در این مسابقات هر سال یا بازی‌های المپیک یا مسابقات جهانی برگزار می‌شود. رویداد اصلی تراپ بود. اسکیت در سال ۱۹۵۰ و تراپ دوتایی در سال ۱۹۸۹ اضافه شد.
در این نوع مسابقات بود که اولین زن در تیراندازی به مدال قهرمانی جهان دست یافت: کارولا ماندل (ایالات متحده آمریکا) در سال ۱۹۵۰. زنان در سال ۱۹۶۷ مسابقات خود را داشتند.
رویدادهای هدف در حال اجرا به صورت پراکنده گنجانده شده‌است. آخرین بار سال ۱۹۸۳ بود. به عنوان جبران از دست دادن جایگاه المپیک ۲۰۰۵ برای اهداف متحرک ۱۰ متر، تصمیم گرفته شده‌است که مسابقات جهانی موقت در اهداف متحرک ۱۰ متر و اهداف متحرک ۵۰ متر در سال‌های المپیک از سال ۲۰۰۸ برگزار شود.
نسخه ۵ (۱۹۶۱، ۱۹۶۷، ۱۹۷۳، ۱۹۷۵، ۱۹۸۳) اهداف پروازی و اهداف متحرک به‌طور همزمان برگزار شد.

### تراپ
| Number | Year  | Venue                 | Men's events | Men's events | Men's events | Women's events | Women's events | Women's events | Junior events | Junior events | Junior events | Team events | Team events | Team events | Total | Medal count winner             |
| Number | Year  | Venue                 |              |              | Σ            |                |                | Σ              |               |               | Σ             |             |             | Σ           | Total | Medal count winner             |
| ------ | ----- | --------------------- | ------------ | ------------ | ------------ | -------------- | -------------- | -------------- | ------------- | ------------- | ------------- | ----------- | ----------- | ----------- | ----- | ------------------------------ |
| ۱      | ۱۹۳۴  | Budapest              | ۱            |              | ۱            |                |                |                |               |               |               | ۱           |             | ۱           | ۲     | مجارستان                       |
| ۲      | ۱۹۳۶  | Berlin                | ۱            |              | ۱            |                |                |                |               |               |               | ۱           |             | ۱           | ۲     | مجارستان                       |
| ۳      | ۱۹۳۸  | Luhačovice            | ۱            |              | ۱            |                |                |                |               |               |               | ۱           |             | ۱           | ۲     | مجارستان                       |
| ۴      | ۱۹۵۰  | Madrid                | ۲            |              | ۲            |                |                |                |               |               |               |             |             |             | ۲     | ایتالیا                        |
| ۵      | ۱۹۵۹  | Cairo                 | ۲            |              | ۲            |                |                |                |               |               |               | ۱           |             | ۱           | ۳     | ایتالیا and اتحاد جماهیر شوروی |
| ۶      | ۱۹۶۱* | Oslo                  | ۲            | ۲            | ۴            |                |                |                |               |               |               |             | ۲           | ۲           | ۶     | ایالات متحده آمریکا            |
| ۷      | ۱۹۶۵  | Santiago de Chile     | ۲            |              | ۲            |                |                |                |               |               |               |             |             |             | ۲     | شیلی                           |
| ۸      | ۱۹۶۷* | Bologna               | ۲            | ۱            | ۳            | ۲              |                | ۲              |               |               |               | ۲           | ۱           | ۳           | ۸     | اتحاد جماهیر شوروی             |
| ۹      | ۱۹۶۹  | San Sebastián         | ۲            |              | ۲            | ۲              |                | ۲              |               |               |               | ۲           |             | ۲           | ۶     | ایتالیا                        |
| ۱۰     | ۱۹۷۱  | Bologna (2)           | ۲            |              | ۲            | ۲              |                | ۲              |               |               |               | ۲           |             | ۲           | ۶     | اتحاد جماهیر شوروی             |
| ۱۱     | ۱۹۷۳* | Melbourne             | ۲            | ۲            | ۴            |                |                |                |               |               |               | ۲           | ۲           | ۴           | ۸     | اتحاد جماهیر شوروی             |
| ۱۲     | ۱۹۷۵* | Munich                | ۲            | ۱            | ۳            | ۲              |                | ۲              |               |               |               | ۴           | ۱           | ۵           | ۱۰    | اتحاد جماهیر شوروی             |
| ۱۳     | ۱۹۷۷  | Antibes               | ۲            |              | ۲            | ۲              |                | ۲              |               |               |               | ۴           |             | ۴           | ۸     | ایتالیا                        |
| ۱۴     | ۱۹۷۹  | Montecatini Terme     | ۲            |              | ۲            | ۲              |                | ۲              |               |               |               | ۴           |             | ۴           | ۸     | اتحاد جماهیر شوروی             |
| ۱۵     | ۱۹۸۱  | Tucumán               | ۲            |              | ۲            | ۲              |                | ۲              |               |               |               | ۴           |             | ۴           | ۸     | اتحاد جماهیر شوروی             |
| ۱۶     | ۱۹۸۳* | Edmonton              | ۲            | ۳            | ۵            | ۲              |                | ۲              |               |               |               | ۴           | ۳           | ۷           | ۱۴    | اتحاد جماهیر شوروی             |
| ۱۷     | ۱۹۸۵  | Montecatini Terme (2) | ۲            |              | ۲            | ۲              |                | ۲              |               |               |               | ۴           |             | ۴           | ۸     | چین                            |
| ۱۸     | ۱۹۸۷  | Valencia              | ۲            |              | ۲            | ۲              |                | ۲              |               |               |               | ۲           |             | ۲           | ۶     | چین                            |
| ۱۹     | ۱۹۸۹  | Montecatini Terme (3) | ۳            |              | ۳            | ۳              |                | ۳              | ۳             |               | ۳             | ۷           |             | ۷           | ۱۶    | ایتالیا                        |
| ۲۰     | ۱۹۹۱  | Perth                 | ۳            |              | ۳            | ۳              |                | ۳              | ۳             |               | ۳             | ۹           |             | ۹           | ۱۸    | ایالات متحده آمریکا            |
| ۲۱     | ۱۹۹۳  | Barcelona             | ۳            |              | ۳            | ۲              |                | ۲              | ۳             |               | ۳             | ۸           |             | ۸           | ۱۶    | ایتالیا                        |
| ۲۲     | ۱۹۹۵  | Nicosia               | ۳            |              | ۳            | ۳              |                | ۳              | ۳             |               | ۳             | ۹           |             | ۹           | ۱۸    | ایتالیا                        |
| ۲۳     | ۱۹۹۷  | Lima                  | ۳            |              | ۳            | ۳              |                | ۳              | ۳             |               | ۳             | ۸           |             | ۸           | ۱۷    | ایتالیا                        |
| ۲۴     | ۱۹۹۹  | Tampere               | ۳            |              | ۳            | ۳              |                | ۳              | ۵             |               | ۵             | ۹           |             | ۹           | ۲۰    | ایتالیا                        |
| ۲۵     | ۲۰۰۱  | Cairo (2)             | ۳            |              | ۳            | ۳              |                | ۳              | ۶             |               | ۶             | ۹           |             | ۹           | ۲۱    | ایالات متحده آمریکا            |
| ۲۶     | ۲۰۰۳  | Nicosia (2)           | ۳            |              | ۳            | ۳              |                | ۳              | ۶             |               | ۶             | ۱۱          |             | ۱۱          | ۲۳    | ایالات متحده آمریکا            |
| ۲۷     | ۲۰۰۵  | لوناتو                | ۳            |              | ۳            | ۳              |                | ۳              | ۵             |               | ۵             | ۸           |             | ۸           | ۱۹    | ایتالیا                        |
| ۲۸     | ۲۰۰۷  | Nicosia (3)           | ۳            |              | ۳            | ۲              |                | ۲              | ۵             |               | ۵             | ۹           |             | ۹           | ۱۹    | ایتالیا                        |
| ۲۹     | ۲۰۰۹  | Maribor               | ۳            |              | ۳            | ۲              |                | ۲              | ۵             |               | ۵             | ۱۰          |             | ۱۰          | ۲۰    | ایتالیا                        |
| ۳۰     | ۲۰۱۱  | Belgrade              | ۳            |              | ۳            | ۲              |                | ۲              | ۵             |               | ۵             | ۱۰          |             | ۱۰          | ۲۰    | روسیه                          |
| ۳۱     | ۲۰۱۳  | Lima (2)              | ۳            |              | ۳            | ۲              |                | ۲              | ۵             |               | ۵             | ۱۰          |             | ۱۰          | ۲۰    | ایتالیا                        |
| ۳۲     | ۲۰۱۵  | Lonato (2)            | ۳            |              | ۳            | ۲              |                | ۲              | ۵             |               | ۵             | ۱۰          |             | ۱۰          | ۲۰    | ایتالیا                        |
| ۳۳     | ۲۰۱۷  | Moscow                | ۳            |              | ۳            | ۲              |                | ۲              | ۵             |               | ۵             | ۱۰          |             | ۱۰          | ۲۰    | ایتالیا                        |
| ۳۴     | ۲۰۱۹  | لوناتو(3)             | ۳            |              | ۳            | ۲              |                | ۲              | ۴             |               | ۴             | ۱۲          |             | ۱۲          | ۲۱    | ایتالیا                        |

- اهداف پروازی و اهداف متحرک به‌طور همزمان

### اهداف متحرک
| Number | Year  | Venue                           | Men's events | Men's events | Men's events | Women's events | Women's events | Women's events | Junior events | Junior events | Junior events | Team events | Team events | Team events | Total | Medal count winner  |
| Number | Year  | Venue                           |              |              | Σ            |                |                | Σ              |               |               | Σ             |             |             | Σ           | Total | Medal count winner  |
| ------ | ----- | ------------------------------- | ------------ | ------------ | ------------ | -------------- | -------------- | -------------- | ------------- | ------------- | ------------- | ----------- | ----------- | ----------- | ----- | ------------------- |
| ۱      | ۱۹۶۱* | Oslo                            | ۲            | ۲            | ۴            |                |                |                |               |               |               |             | ۲           | ۲           | ۶     | ایالات متحده آمریکا |
| ۲      | ۱۹۶۷* | Bologna                         | ۲            | ۱            | ۳            | ۲              |                | ۲              |               |               |               | ۲           | ۱           | ۳           | ۸     | اتحاد جماهیر شوروی  |
| ۳      | ۱۹۶۹  | Sandviken                       |              | ۱            | ۱            |                |                |                |               |               |               |             | ۱           | ۱           | ۲     | اتحاد جماهیر شوروی  |
| ۴      | ۱۹۷۳* | Melbourne                       | ۲            | ۲            | ۴            |                |                |                |               |               |               | ۲           | ۲           | ۴           | ۸     | اتحاد جماهیر شوروی  |
| ۵      | ۱۹۷۵* | Munich                          | ۲            | ۱            | ۳            | ۲              |                | ۲              |               |               |               | ۴           | ۱           | ۵           | ۱۰    | اتحاد جماهیر شوروی  |
| ۶      | ۱۹۷۹  | Linz                            |              | ۲            | ۲            |                |                |                |               |               |               |             | ۲           | ۲           | ۴     | اتحاد جماهیر شوروی  |
| ۷      | ۱۹۸۱  | Mala (Tucumán and Buenos Aires) |              | ۲            | ۲            |                |                |                |               |               |               |             | ۲           | ۲           | ۴     | اتحاد جماهیر شوروی  |
| ۸      | ۱۹۸۳* | Edmonton                        | ۲            | ۳            | ۵            | ۲              |                | ۲              |               |               |               | ۴           | ۳           | ۷           | ۱۴    | اتحاد جماهیر شوروی  |
| ۹      | ۲۰۰۸  | Plzeň                           |              | ۴            | ۴            |                | ۲              | ۲              |               | ۶             | ۶             |             | ۱۰          | ۱۰          | ۲۲    | روسیه               |
| ۱۰     | ۲۰۰۹  | Heinola                         |              |              |              |                |                |                |               |               |               |             |             |             | ۲۰    | روسیه               |
| ۱۱     | ۲۰۱۲  | Stockholm                       |              |              |              |                |                |                |               |               |               |             |             |             | ۲۴    | فنلاند              |
| ۱۲     | ۲۰۱۶  | Suhl                            |              |              |              |                |                |                |               |               |               |             |             |             | ۲۴    | اوکراین             |
| ۱۳     | ۲۰۲۱  | Châteauroux                     |              |              |              |                |                |                |               |               |               |             |             |             |       |                     |

- تراپ و اهداف متحرک در حال اجرا به‌طور همزمان

## مسابقات قهرمانی ویژه تفنگ بادی
از سال ۱۹۷۹ تا ۱۹۹۱، هفت مسابقه قهرمانی ویژه تفنگ بادی شامل تفنگ بادی ۱۰ متر، تپانچه بادی ۱۰ متر و گاهی اوقات نیز هدف دویدن ۱۰ متر برگزار شد. این گونه مسابقات قهرمانی متوقف شده‌است.
| Number | Year | Venue         | Men's events | Men's events | Men's events | Men's events | Women's events | Women's events | Women's events | Women's events | Junior events | Junior events | Junior events | Junior events | Team events | Team events | Team events | Team events | Total | Medal count winner  |
| Number | Year | Venue         | Ri           | Pi           |              | Σ            | Ri             | Pi             |                | Σ              | Ri            | Pi            |               | Σ             | Ri          | Pi          |             | Σ           | Total | Medal count winner  |
| ------ | ---- | ------------- | ------------ | ------------ | ------------ | ------------ | -------------- | -------------- | -------------- | -------------- | ------------- | ------------- | ------------- | ------------- | ----------- | ----------- | ----------- | ----------- | ----- | ------------------- |
| ۱      | ۱۹۷۹ | Seoul         | ۱            | ۱            |              | ۲            | ۱              | ۱              |                | ۲              |               |               |               |               | ۲           | ۲           |             | ۴           | ۸     | ایالات متحده آمریکا |
| ۲      | ۱۹۸۱ | Santo Domingo | ۱            | ۱            | ۱            | ۳            | ۱              | ۱              |                | ۲              |               |               |               |               | ۲           | ۲           | ۱           | ۵           | ۱۰    | اتحاد جماهیر شوروی  |
| ۳      | ۱۹۸۳ | Innsbruck     | ۱            | ۱            |              | ۲            | ۱              | ۱              |                | ۲              |               |               |               |               | ۲           | ۲           |             | ۴           | ۸     | سوئد                |
| ۴      | ۱۹۸۵ | Mexico City   | ۱            | ۱            |              | ۲            | ۱              | ۱              |                | ۲              |               |               |               |               | ۲           | ۲           |             | ۴           | ۸     | اتحاد جماهیر شوروی  |
| ۵      | ۱۹۸۷ | Budapest      | ۱            | ۱            | ۱            | ۳            | ۱              | ۱              |                | ۲              |               |               |               |               | ۲           | ۲           | ۱           | ۵           | ۱۰    | اتحاد جماهیر شوروی  |
| ۶      | ۱۹۸۹ | Sarajevo      | ۱            | ۱            | ۱            | ۳            | ۱              | ۱              |                | ۲              | ۲             | ۲             | ۱             | ۵             | ۴           | ۴           | ۲           | ۱۰          | ۲۰    | اتحاد جماهیر شوروی  |
| ۷      | ۱۹۹۱ | Stavanger     | ۱            | ۱            | ۱            | ۳            | ۱              | ۱              |                | ۲              | ۲             | ۲             | ۱             | ۵             | ۴           | ۴           | ۲           | ۱۰          | ۲۰    | اتحاد جماهیر شوروی  |

## مسابقات قهرمانی نوجوانان
- مسابقات قهرمانی جوانان جهان ۲۰۱۷
- مسابقات جهانی تارگت اسپرینت ۲۰۱۷

## رویدادهای فردی فعلی
- تفنگ سه وضعیت ۳۰۰ متری
- تفنگ درازکش ۳۰۰ متر
- تفنگ استاندارد ۳۰۰ متر
- تفنگ سه وضعیت ۵۰ متر
- تفنگ درازکش ۵۰ متر
- تفنگ بادی ۱۰ متر
- تپانچه ۵۰ متر
- تپانچه ۲۵ متر
- تپانچه استاندارد ۲۵ متر
- تپانچه آتش سریع ۲۵ متر
- تپانچه آتش مرکزی ۲۵ متر
- تپانچه بادی ۱۰ متر
- اهداف متحرک ۵۰ متر
- اهداف متحرک ۵۰ متر میکس
- اهداف متحرک ۱۰ متر
- اهداف متحرک ۱۰ متر میکس
- تراپ
- تراپ دوتایی
- اسکیت

### مجموع مدال‌ها بر اساس کشور (فقط مسابقات فعلی بزرگسالان)
این جدول فقط برای رویدادهای جاری ارشد محاسبه شده‌است. آخرین به روز رسانی پس از مسابقات قهرمانی جهانی اهداف متحرک در سال 2009 .
| رتبه            | کشور                | طلا  | نقره | برنز | مجموع |
| --------------- | ------------------- | ---- | ---- | ---- | ----- |
| ۱               | اتحاد جماهیر شوروی  | ۲۰۷  | ۱۲۸  | ۸۷   | ۴۲۲   |
| ۲               | ایالات متحده آمریکا | ۱۳۰  | ۱۴۲  | ۱۱۹  | ۳۹۱   |
| ۳               | ایتالیا             | ۸۹   | ۷۱   | ۷۶   | ۲۳۶   |
| ۴               | سوئیس               | ۸۵   | ۶۷   | ۵۳   | ۲۰۵   |
| ۵               | چین                 | ۷۴   | ۶۸   | ۵۲   | ۱۹۴   |
| ۶               | روسیه               | ۴۹   | ۴۰   | ۴۱   | ۱۳۰   |
| ۷               | سوئد                | ۴۰   | ۵۲   | ۶۲   | ۱۵۴   |
| ۸               | فنلاند              | ۳۷   | ۴۵   | ۵۱   | ۱۳۳   |
| ۹               | فرانسه              | ۳۳   | ۵۵   | ۶۱   | ۱۴۹   |
| ۱۰              | مجارستان            | ۳۱   | ۳۵   | ۴۵   | ۱۱۱   |
| ۱۱              | آلمان               | ۲۸   | ۲۸   | ۳۶   | ۹۲    |
| ۱۲              | آلمان غربی          | ۲۷   | ۲۷   | ۳۲   | ۸۶    |
| ۱۳              | نروژ                | ۱۷   | ۱۹   | ۲۸   | ۶۴    |
| ۱۴              | بلژیک               | ۱۷   | ۱۲   | ۱۷   | ۴۶    |
| ۱۵              | جمهوری چک           | ۱۵   | ۲۳   | ۹    | ۴۷    |
| ۱۶              | لهستان              | ۱۵   | ۱۸   | ۱۴   | ۴۷    |
| ۱۷              | چکسلواکی            | ۱۴   | ۱۶   | ۱۷   | ۴۷    |
| ۱۸              | آلمان شرقی          | ۱۳   | ۱۹   | ۲۴   | ۵۶    |
| ۱۹              | اوکراین             | ۱۳   | ۱۷   | ۲۲   | ۵۲    |
| ۲۰              | بلغارستان           | ۱۳   | ۱۱   | ۱۱   | ۳۵    |
| ۲۱              | استرالیا            | ۱۲   | ۲۰   | ۱۰   | ۴۲    |
| ۲۲              | کانادا              | ۹    | ۱۰   | ۴    | ۲۳    |
| ۲۳              | کرهٔ جنوبی           | ۹    | ۹    | ۲۰   | ۳۸    |
| ۲۴              | دانمارک             | ۹    | ۶    | ۱۹   | ۳۴    |
| ۲۵              | آرژانتین            | ۹    | ۴    | ۶    | ۱۹    |
| ۲۶              | بریتانیای کبیر      | ۸    | ۱۴   | ۲۱   | ۴۳    |
| ۲۷              | اسپانیا             | ۸    | ۱۴   | ۱۷   | ۳۹    |
| ۲۸              | یوگسلاوی            | ۷    | ۱۲   | ۴    | ۲۳    |
| ۲۹              | هند                 | ۶    | ۲    | ۴    | ۱۲    |
| ۳۰              | کویت                | ۶    | ۱    | ۴    | ۱۱    |
| ۳۱              | استونی              | ۵    | ۲    | ۳    | ۱۰    |
| ۳۲              | بلاروس              | ۴    | ۷    | ۸    | ۱۹    |
| ۳۳              | قزاقستان            | ۴    | ۱    | ۴    | ۹     |
| ۳۴              | رومانی              | ۳    | ۱۱   | ۱۰   | ۲۴    |
| ۳۵              | اتریش               | ۳    | ۷    | ۱۴   | ۲۴    |
| ۳۶              | مکزیک               | ۳    | ۲    | ۳    | ۸     |
| ۳۷              | قبرس                | ۳    | ۲    | ۰    | ۵     |
| ۳۸              | اسلواکی             | ۲    | ۷    | ۱۲   | ۲۱    |
| ۳۹              | آذربایجان           | ۲    | ۳    | ۰    | ۵     |
| ۴۰              | ونزوئلا             | ۲    | ۲    | ۲    | ۶     |
| ۴۱              | کلمبیا              | ۲    | ۱    | ۴    | ۷     |
| ۴۲              | شیلی                | ۲    | ۱    | ۰    | ۳     |
| ۴۳              | پرتغال              | ۱    | ۶    | ۳    | ۱۰    |
| ۴۴              | مصر                 | ۱    | ۲    | ۵    | ۸     |
| ۴۵              | اسلوونی             | ۱    | ۱    | ۲    | ۴     |
| ۴۵              | تایوان              | ۱    | ۱    | ۲    | ۴     |
| ۴۷              | جمهوری ایرلند       | ۱    | ۱    | ۱    | ۳     |
| ۴۸              | آفریقای جنوبی       | ۱    | ۱    | ۰    | ۲     |
| ۴۸              | اسرائیل             | ۱    | ۱    | ۰    | ۲     |
| ۴۸              | امارات متحدهٔ عربی   | ۱    | ۱    | ۰    | ۲     |
| ۵۱              | مغولستان            | ۱    | ۰    | ۲    | ۳     |
| ۵۲              | ارمنستان            | ۱    | ۰    | ۰    | ۱     |
| ۵۲              | لتونی               | ۱    | ۰    | ۰    | ۱     |
| ۵۴              | ژاپن                | ۰    | ۵    | ۳    | ۸     |
| ۵۵              | هلند                | ۰    | ۴    | ۶    | ۱۰    |
| ۵۶              | لیتوانی             | ۰    | ۴    | ۱    | ۵     |
| ۵۷              | کوبا                | ۰    | ۳    | ۵    | ۸     |
| ۵۸              | تایلند              | ۰    | ۲    | ۱    | ۳     |
| ۵۸              | یونان               | ۰    | ۲    | ۱    | ۳     |
| ۶۰              | برزیل               | ۰    | ۱    | ۲    | ۳     |
| ۶۰              | کرهٔ شمالی           | ۰    | ۱    | ۲    | ۳     |
| ۶۲              | ترکیه               | ۰    | ۱    | ۱    | ۲     |
| ۶۲              | گرجستان             | ۰    | ۱    | ۱    | ۲     |
| ۶۴              | صربستان و مونته‌نگرو | ۰    | ۱    | ۰    | ۱     |
| ۶۴              | لبنان               | ۰    | ۱    | ۰    | ۱     |
| ۶۶              | سان مارینو          | ۰    | ۰    | ۳    | ۳     |
| ۶۷              | آلبانی              | ۰    | ۰    | ۱    | ۱     |
| ۶۷              | اروگوئه             | ۰    | ۰    | ۱    | ۱     |
| ۶۷              | پرو                 | ۰    | ۰    | ۱    | ۱     |
| ۶۷              | پورتوریکو           | ۰    | ۰    | ۱    | ۱     |
| ۶۷              | کرواسی              | ۰    | ۰    | ۱    | ۱     |
| مجموع (۷۱ کشور) | مجموع (۷۱ کشور)     | ۱۰۷۶ | ۱۰۷۱ | ۱۰۷۲ | ۳۲۱۹  |

## مدال

### ملل
این جدول فقط برای رویدادهای ارشد، شامل رویدادهای جاری و متوقف شده، محاسبه شده‌است. آخرین به روز رسانی پس از مسابقات قهرمانی اهداف پروازی جهان ۲۰۱۹.
| رتبه            | کشور                           | طلا  | نقره | برنز | مجموع |
| --------------- | ------------------------------ | ---- | ---- | ---- | ----- |
| ۱               | اتحاد جماهیر شوروی             | ۲۵۷  | ۱۶۲  | ۱۰۶  | ۵۲۵   |
| ۲               | ایالات متحده آمریکا            | ۲۰۸  | ۱۹۱  | ۱۸۱  | ۵۸۰   |
| ۳               | سوئیس                          | ۱۷۵  | ۱۵۰  | ۱۳۱  | ۴۵۶   |
| ۴               | ایتالیا                        | ۱۲۸  | ۱۰۳  | ۱۰۵  | ۳۳۶   |
| ۵               | چین                            | ۱۱۷  | ۱۱۱  | ۷۱   | ۲۹۹   |
| ۶               | روسیه                          | ۸۶   | ۷۹   | ۷۵   | ۲۴۰   |
| ۷               | سوئد                           | ۸۴   | ۱۱۳  | ۱۱۹  | ۳۱۶   |
| ۸               | فنلاند                         | ۷۵   | ۹۳   | ۹۴   | ۲۶۲   |
| ۹               | فرانسه                         | ۶۴   | ۹۴   | ۱۰۶  | ۲۶۴   |
| ۱۰              | آلمان                          | ۵۱   | ۴۹   | ۴۳   | ۱۴۳   |
| ۱۱              | نروژ                           | ۴۵   | ۵۹   | ۶۴   | ۱۶۸   |
| ۱۲              | مجارستان                       | ۳۶   | ۴۲   | ۵۴   | ۱۳۲   |
| ۱۳              | آلمان غربی                     | ۳۲   | ۳۰   | ۴۰   | ۱۰۲   |
| ۱۴              | لهستان                         | ۲۶   | ۲۶   | ۱۹   | ۷۱    |
| ۱۵              | بریتانیای کبیر                 | ۲۴   | ۱۹   | ۳۷   | ۸۰    |
| ۱۶              | کرهٔ جنوبی                      | ۲۳   | ۲۲   | ۳۶   | ۸۱    |
| ۱۷              | بلژیک                          | ۲۳   | ۱۷   | ۳۰   | ۷۰    |
| ۱۸              | استونی                         | ۲۰   | ۱۲   | ۱۶   | ۴۸    |
| ۱۹              | جمهوری چک                      | ۱۹   | ۲۸   | ۲۱   | ۶۸    |
| ۲۰              | اوکراین                        | ۱۸   | ۲۵   | ۴۱   | ۸۴    |
| ۲۱              | دانمارک                        | ۱۸   | ۲۴   | ۲۸   | ۷۰    |
| ۲۲              | اسپانیا                        | ۱۸   | ۲۰   | ۲۴   | ۶۲    |
| ۲۳              | استرالیا                       | ۱۷   | ۲۲   | ۱۲   | ۵۱    |
| ۲۴              | چکسلواکی                       | ۱۶   | ۲۳   | ۲۵   | ۶۴    |
| ۲۵              | آرژانتین                       | ۱۶   | ۷    | ۱۰   | ۳۳    |
| ۲۶              | آلمان شرقی                     | ۱۴   | ۲۲   | ۳۱   | ۶۷    |
| ۲۷              | بلغارستان                      | ۱۳   | ۱۲   | ۱۱   | ۳۶    |
| ۲۸              | کانادا                         | ۱۱   | ۱۳   | ۵    | ۲۹    |
| ۲۹              | اسلواکی                        | ۷    | ۱۳   | ۲۱   | ۴۱    |
| ۳۰              | کویت                           | ۷    | ۳    | ۹    | ۱۹    |
| ۳۱              | اتریش                          | ۶    | ۱۲   | ۱۶   | ۳۴    |
| ۳۲              | یوگسلاوی                       | ۶    | ۱۱   | ۵    | ۲۲    |
| ۳۳              | بلاروس                         | ۵    | ۸    | ۱۴   | ۲۷    |
| ۳۴              | هند                            | ۵    | ۸    | ۴    | ۱۷    |
| ۳۵              | هلند                           | ۴    | ۱۲   | ۱۴   | ۳۰    |
| ۳۶              | رومانی                         | ۴    | ۱۲   | ۱۱   | ۲۷    |
| ۳۷              | قبرس                           | ۴    | ۳    | ۴    | ۱۱    |
| ۳۸              | قزاقستان                       | ۴    | ۱    | ۶    | ۱۱    |
| ۳۹              | کرهٔ شمالی                      | ۳    | ۶    | ۹    | ۱۸    |
| ۴۰              | مکزیک                          | ۳    | ۲    | ۳    | ۸     |
| ۴۱              | صربستان                        | ۲    | ۷    | ۴    | ۱۳    |
| ۴۲              | ژاپن                           | ۲    | ۶    | ۳    | ۱۱    |
| ۴۳              | آذربایجان                      | ۲    | ۳    | ۰    | ۵     |
| ۴۴              | برزیل                          | ۲    | ۲    | ۴    | ۸     |
| ۴۵              | اسلوونی                        | ۲    | ۲    | ۳    | ۷     |
| ۴۶              | آفریقای جنوبی                  | ۲    | ۲    | ۲    | ۶     |
| ۴۶              | ترکیه                          | ۲    | ۲    | ۲    | ۶     |
| ۴۶              | ونزوئلا                        | ۲    | ۲    | ۲    | ۶     |
| ۴۹              | کلمبیا                         | ۲    | ۱    | ۴    | ۷     |
| ۵۰              | شیلی                           | ۲    | ۱    | ۰    | ۳     |
| ۵۱              | پرتغال                         | ۱    | ۸    | ۳    | ۱۲    |
| ۵۲              | یونان                          | ۱    | ۲    | ۱    | ۴     |
| ۵۳              | تایوان                         | ۱    | ۱    | ۳    | ۵     |
| ۵۴              | مغولستان                       | ۱    | ۱    | ۲    | ۴     |
| ۵۵              | امارات متحدهٔ عربی              | ۱    | ۱    | ۱    | ۳     |
| ۵۵              | جمهوری ایرلند                  | ۱    | ۱    | ۱    | ۳     |
| ۵۷              | اسرائیل                        | ۱    | ۱    | ۰    | ۲     |
| ۵۷              | شرکت‌کنندگان مستقل المپیک (IOP) | ۱    | ۱    | ۰    | ۲     |
| ۵۷              | لتونی                          | ۱    | ۱    | ۰    | ۲     |
| ۶۰              | جمهوری متحد عربی               | ۱    | ۰    | ۳    | ۴     |
| ۶۱              | ارمنستان                       | ۱    | ۰    | ۰    | ۱     |
| ۶۲              | کرواسی                         | ۰    | ۴    | ۵    | ۹     |
| ۶۳              | لیتوانی                        | ۰    | ۴    | ۱    | ۵     |
| ۶۴              | کوبا                           | ۰    | ۳    | ۵    | ۸     |
| ۶۵              | مصر                            | ۰    | ۲    | ۳    | ۵     |
| ۶۶              | تایلند                         | ۰    | ۲    | ۱    | ۳     |
| ۶۶              | گرجستان                        | ۰    | ۲    | ۱    | ۳     |
| ۶۸              | صربستان و مونته‌نگرو            | ۰    | ۱    | ۰    | ۱     |
| ۶۸              | لبنان                          | ۰    | ۱    | ۰    | ۱     |
| ۷۰              | سان مارینو                     | ۰    | ۰    | ۶    | ۶     |
| ۷۱              | آلبانی                         | ۰    | ۰    | ۱    | ۱     |
| ۷۱              | اروگوئه                        | ۰    | ۰    | ۱    | ۱     |
| ۷۱              | پرو                            | ۰    | ۰    | ۱    | ۱     |
| ۷۱              | پورتوریکو                      | ۰    | ۰    | ۱    | ۱     |
| ۷۱              | گواتمالا                       | ۰    | ۰    | ۱    | ۱     |
| مجموع (۷۵ کشور) | مجموع (۷۵ کشور)                | ۱۷۲۳ | ۱۷۲۳ | ۱۷۱۶ | ۵۱۶۲  |

### انفرادی
در این فهرست، مدال آوران متعدد تنها فردی در تمام دوران است که حداقل ۷ مدال طلا کسب کرده باشد.
| #  | نام             | ملت                 | سال‌ها     |    |    |    | مجموع | ترتیب         |
| -- | --------------- | ------------------- | --------- | -- | -- | -- | ----- | ------------- |
| ۱  | کنراد اشتهلی    | سوئیس               | ۱۸۹۸–۱۹۱۴ | ۲۲ | ۱۳ | ۹  | ۴۴    | تپانچه / تفنگ |
| ۲  | کارل زیمرمن     | سوئیس               | ۱۹۲۱–۱۹۴۷ | ۱۹ | ۹  | ۱۳ | ۴۱    | تفنگ          |
| ۳  | یوسیاس هارتمن   | سوئیس               | ۱۹۲۱–۱۹۳۳ | ۸  | ۸  | ۱۰ | ۲۶    | تفنگ          |
| ۴  | امیل کلنبرگر    | سوئیس               | ۱۸۹۹–۱۹۲۲ | ۸  | ۷  | ۰  | ۱۵    | تفنگ          |
| ۵  | Łukasz Czapla   | لهستان              | ۲۰۰۶–۲۰۱۸ | ۸  | ۳  | ۰  | ۱۱    | اهداف متحرک   |
| ۶  | تورستن اولمان   | سوئد                | ۱۹۳۳–۱۹۵۴ | ۸  | ۲  | ۰  | ۱۰    | تپانچه        |
| ۷  | پائول فن آسبروخ | بلژیک               | ۱۹۰۰–۱۹۲۵ | ۷  | ۵  | ۸  | ۲۰    | تپانچه / تفنگ |
| ۸  | امیل مارتینسون  | سوئد                | ۲۰۰۲–۲۰۱۸ | ۷  | ۵  | ۳  | ۱۵    | اهداف متحرک   |
| ۹  | والتر استوکس    | ایالات متحده آمریکا | ۱۹۲۱–۱۹۲۴ | ۷  | ۵  | ۱  | ۱۳    | تفنگ          |
| ۱۰ | گری اندرسون     | ایالات متحده آمریکا | ۱۹۶۲–۱۹۶۶ | ۷  | ۲  | ۱  | ۱۰    | تفنگ          |

### فردی و تیمی
در این لیست چند مدال آور (انفرادی و تیمی) تمام دوران.
| #  | Name            | Nation              | Years     |    |    |    | Total | Discipline         |
| -- | --------------- | ------------------- | --------- | -- | -- | -- | ----- | ------------------ |
| ۱  | کنراد اشتهلی    | سوئیس               | ۱۸۹۸–۱۹۱۴ | ۴۱ | ۱۷ | ۱۱ | ۶۹    | Pistol/Rifle       |
| ۲  | کارل زیمرمن     | سوئیس               | ۱۹۲۱–۱۹۴۷ | ۳۰ | ۱۷ | ۲۰ | ۶۷    | Rifle              |
| ۳  | لونس ویگر       | ایالات متحده آمریکا | ۱۹۶۶–۱۹۸۶ | ۲۲ | ۲۲ | ۷  | ۵۱    | Rifle              |
| ۴  | کولروو لسکینن   | فنلاند              | ۱۹۳۰–۱۹۵۲ | ۱۵ | ۱۹ | ۱۱ | ۴۵    | Rifle              |
| ۵  | یوسیاس هارتمن   | سوئیس               | ۱۹۲۱–۱۹۳۹ | ۱۵ | ۱۲ | ۱۱ | ۳۸    | Rifle              |
| ۶  | ویلهلم اشنایدر  | سوئیس               | ۱۹۲۲–۱۹۳۳ | ۱۴ | ۲  | ۳  | ۱۹    | Pistol/Rifle       |
| ۷  | جان فاستر       | ایالات متحده آمریکا | ۱۹۶۱–۱۹۷۴ | ۱۳ | ۱۵ | ۲  | ۳۰    | Rifle/Running Deer |
| ۸  | پائول فن آسبروخ | بلژیک               | ۱۹۰۰–۱۹۳۰ | ۱۳ | ۹  | ۱۳ | ۳۵    | Pistol/Rifle       |
| ۹  | امیل کلنبرگر    | سوئیس               | ۱۸۹۹–۱۹۲۲ | ۱۳ | ۷  | ۰  | ۲۰    | Rifle              |
| ۱۰ | گنادی لوشیکوف   | اتحاد جماهیر شوروی  | ۱۹۷۴–۱۹۹۰ | ۱۳ | ۶  | ۲  | ۲۱    | Rifle              |
| ۱۱ | لوبوش راچانسکی  | جمهوری چک           | ۱۹۸۶–۲۰۰۸ | ۱۳ | ۵  | ۱  | ۱۹    | Running Target     |
| ۱۲ | لوئی ریشارده    | سوئیس               | ۱۸۹۷–۱۹۰۹ | ۱۳ | ۴  | ۵  | ۲۲    | Pistol/Rifle       |
| ۱۳ | مویسی ایتکیس    | اتحاد جماهیر شوروی  | ۱۹۵۴–۱۹۶۲ | ۱۳ | ۱  | ۵  | ۱۹    | Rifle              |
| ۱۴ | والتر لینهارد   | سوئیس               | ۱۹۲۲–۱۹۳۹ | ۱۲ | ۱۱ | ۳  | ۲۶    | Rifle              |
| ۱۵ | اتو هوربر       | سوئیس               | ۱۹۳۵–۱۹۵۲ | ۱۲ | ۹  | ۱۲ | ۳۳    | Rifle              |